# Paul Godwin

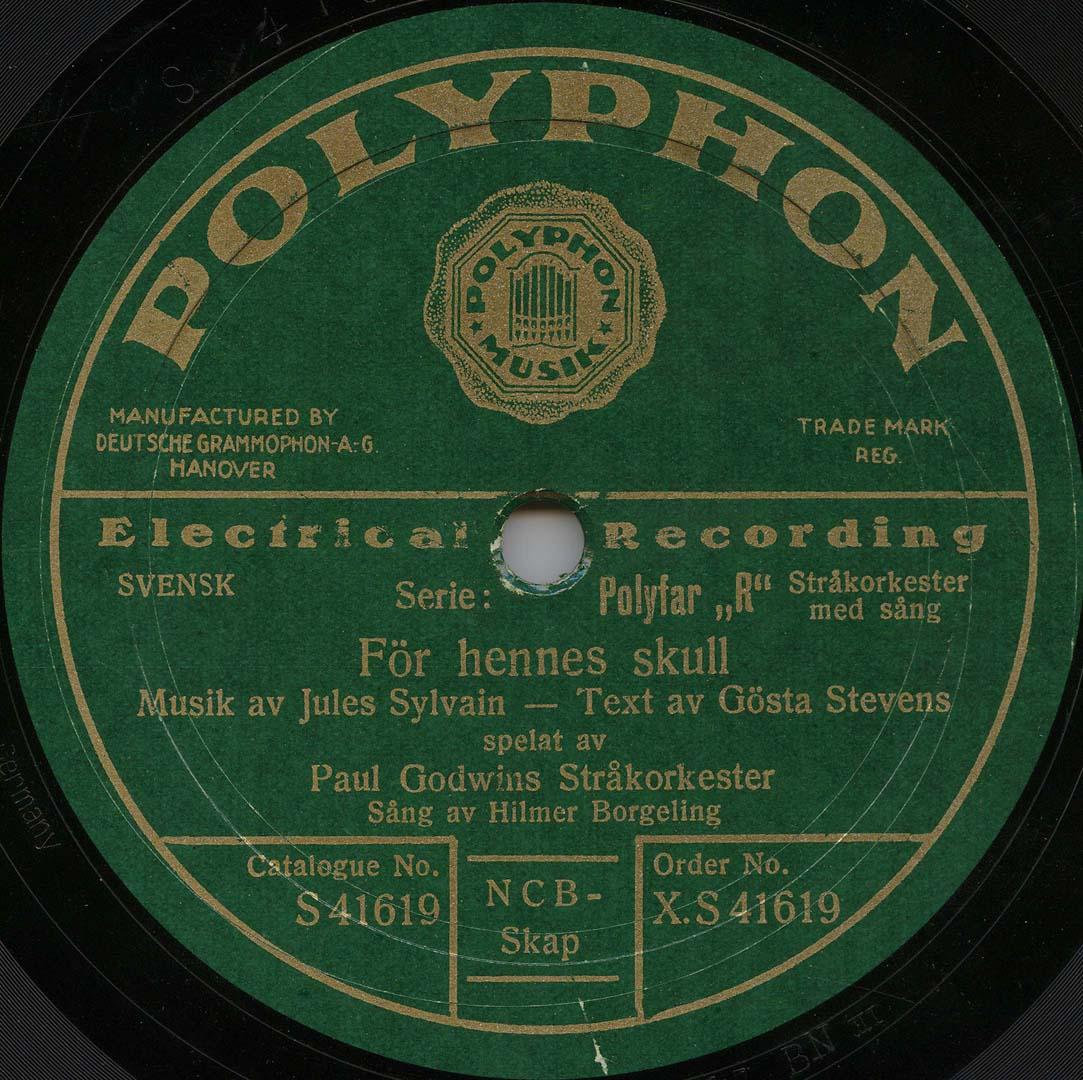
Etikett till För hennes skull med Paul Godwins orkester, inspelad för den svenska skivmarknaden 1930.

Paul Godwin (egentligen Pinchas Goldfein), född den 28 mars 1902 i dåvarande ryska Sosnowitz (nu Sosnowiec i Polen), död den 9 december 1982 i Driebergen i Nederländerna, var en ryskfödd holländsk violinist och orkesterledare.
Godwin var något av ett musikaliskt underbarn och studerade musik i såväl Wien som Budapest, Warszawa och Berlin. Redan som 20-åring grundade han i Berlin sin första orkester, som skulle bli en av mellankrigstidens mest populära både inom och utom Tyskland.
1923 skrev Godwin kontrakt med det ledande skivbolaget Deutsche Grammophon (DG) och fann sig snart som ledare för bolagets "husorkester", och gjorde otaliga inspelningar, som spände över allt från klassisk musik till vals, polka och jazzig foxtrot. Samarbetet med DG varade till 1933 och Godwins totalt runt 2500 inspelningar under denna period beräknas ha sålts i nio miljoner exemplar.
För en svenskspråkig publik är Godwins inspelningar antagligen mest kända från Deutsche Grammophons skandinaviska exportetikett Polyphon som inte bara återutgav hans tyska inspelningar utan där Godwin också ackompanjerade en mängd svenska sångare såsom Hilmer Borgeling.